# Lu Yongxiang

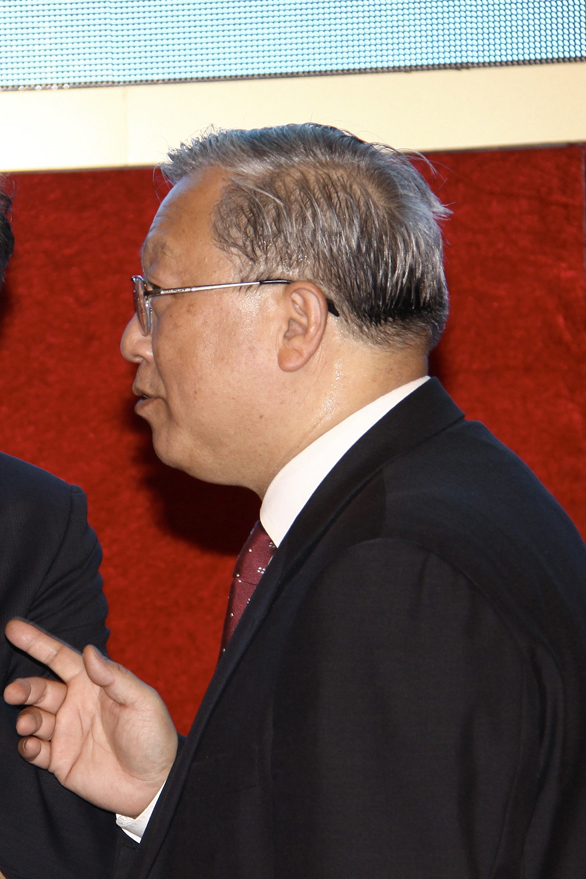
Lu Yongxiang

Lu Yongxiang (chinesisch 路甬祥 / 路甬祥, Pinyin Lù Yǒngxiáng, W.-G. Lu Yung-hsiang) (* 28. April 1942 in Zhejiang) ist ein chinesischer Ingenieur und Wissenschaftsmanager. Er war von 1997 bis 2011 Präsident der Chinesischen Akademie der Wissenschaften.
Lu graduierte an der Zhejiang-Universität und der RWTH Aachen, 1981 erhielt er seinen Doktorgrad. Er ist Mitbegründer der Städtepartnerschaft Aachen-Ningbo.
Von 1985 bis 1987 war Lu als Vizepräsident der Zhejiang-Universität, und von 1988 bis 1995 Präsident der Zhejiang-Universität. Er wurde im November 1993 zum Vizepräsidenten der Chinesischen Akademie der Wissenschaften berufen. Im Juni 1994 wurde er zum Mitglied der Chinesischen Akademie der Ingenieurwissenschaften gewählt. Im Juli 1997 wurde er zum Präsidenten der Chinesischen Akademie der Wissenschaften berufen. Ferner wurde Lu zum Präsidenten der Gesellschaft der Chinesischen Humboldtianer und zum Präsidenten des Verbandes der Chinesischen Akademiker aus Deutschland und Österreich gewählt.
Darüber hinaus ist Lu Yongxiang seit 2005 Mitglied der Deutschen Akademie der Naturforscher Leopoldina.

## Auszeichnungen (Auswahl)
- Ehrendoktor der Hong Kong University of Science and Technology (1995)
- Ehrendoktor der City University of Hong Kong (1997)
- Rudolf-Diesel-Medaille in Gold Deutschen Instituts für Erfindungswesen (1997)
- Alexander von Humboldt-Medaille (1998)
- Großes Verdienstkreuz mit Stern der Bundesrepublik Deutschland (2000)
- Werner Heisenberg-Medaille der Alexander von Humboldt-Stiftung (2001)
- Ehrendoktor der Universität Melbourne (2003)
- Ehrensenator der Technischen Universität Berlin (2004)
- Harnack-Medaille der Max-Planck-Gesellschaft (2007)
- Ehrenbürger der RWTH-Aachen (2011)

## Interviews
- Akademische Freiheit ist wichtig (Interview von Christine Prußky mit Lu Yongxiang) in: duzMAGAZIN 12/2009, S. 36–37

## Publikationen (Auswahl)
- Entwicklung vorgesteuerter Proportionalventile mit 2-Wege-Einbauventil als Stellglied und mit geräteinterner Rückführung. Aachen: Techn. Hochsch., Diss., 1981
- The Historical Mission of the Chinese Academy of Sciences in the Course of Building an Innovation Oriented Nation. in: Max-Planck-Forum 7 : Perspectives of Research - Identification and Implementation of Research Topics by Organizations, Juni 2007, S. 81ff., ISSN 1438-8715